# Pallavolo Scandicci Savino Del Bene
Pallavolo Scandicci Savino Del Bene är en volleybollklubb (damer) från Scandicci, Italien. Klubben bildades 2012 genom en sammanslagning av Savino Del Bene Volley och Unione Pallavolo Scandicci, klubbar med en historia bak till 1970-talet. Klubben gjorde debut i serie A1 (högsta serien) 2014/2015. Klubben har som bäst kommit tvåa i seriespelet samt nått final i det slutspel som avgör titeln. Internationellt har klubben vunnit CEV Challenge Cup 2021–2022 och CEV Cup 2022–2023.